# Juan Fernando Caicedo
Juan Fernando Caicedo Benítez (Carepa, 13 luglio 1989) è un calciatore colombiano, attaccante dell'Univ. San Martín.

## Palmarès

### Club

#### Competizioni nazionali
- Campionato colombiano: 2

Independiente Medellín: 2016-I
Deportes Tolima: 2021-I
- Súper Liga: 1

Deportes Tolima: 2022